# Just Cause 2
Just Cause 2 (англ. «Правое Дело 2») — компьютерная игра в жанре action-adventure с открытым миром, разработанная шведской студией Avalanche Studios и выпущенная Square Enix для Windows, PlayStation 3 и Xbox 360 в 2010 году. Игра является прямым продолжением Just Cause 2006 года. Главный герой игры, оперативник Рико Родригес, посещает вымышленное островное государство Панау в Юго-Восточной Азии, которым правит диктатор Малыш Панай; герою противостоят как войска диктатора, так и бывший наставник Родригеса Том Шелдон. Игрок исследует обширный мир игры, сражаясь с различными противниками с помощью огнестрельного оружия. Особым снаряжением героя является трос с крюком-кошкой — это устройство позволяет быстро перемещаться, зацепляясь за любую твердую поверхность, и связывать различные объекты друг с другом. Игра поощряет уничтожение зданий и сооружений, вознаграждая игрока «очками хаоса» — их необходимо набирать, чтобы открывать новые сюжетные задания.
Игра разрабатывалась как улучшенная версия Just Cause; разработчики считали, что при создании первой игры упустили немало интересных возможностей, и тщательно изучали её, чтобы выяснить, что можно усовершенствовать в сиквеле. Таким образом были переработаны система заданий, искусственный интеллект противников и многие геймплейные механики. При создании игры Avalanche Studios сотрудничала с британской студией Square Enix London Studios. Хотя прообразом Панау послужили острова Малайского архипелага, разработчики постарались вместить в мир игры как можно больше разных климатических зон — от заснеженных гор до пустынь. Игра была анонсирована в 2007 году; её демоверсия пользовалась немалым успехом — в неё сыграло два миллиона игроков.
Just Cause 2 получила положительные оценки критики — обозреватели высоко отзывались об игровом процессе, графике, хвалили предоставленную игроку свободу и трюки, которые он может выполнять в игре; в то же время слабыми сторонами игры были сочтены сюжет, перестрелки и структура миссий. По всему миру было продано 6 миллионов копий игры, что превзошло первоначальные ожидания издателя. Для игры был выпущен ряд загружаемых дополнений. Just Cause 2 первоначально не содержала многопользовательского режима, но такой режим был создан поклонниками игры как пользовательская модификация и в конечном счете был поддержан разработчиками. В 2015 году была выпущена игра-продолжение — Just Cause 3.

## Игровой процесс
Just Cause 2 — это action-adventure с видом от третьего лица и открытым миром. Игрок управляет протагонистом, оперативником Агентства по имени Рико Родригес. Перед ним ставится задача свергнуть диктатуру, установленную на Панау. В игре существует три типа миссий: миссии Агентства, которые двигают главного героя по сюжету игры и являются обязательными для прохождения, и два вида необязательных заданий — миссии группировок, в ходе которых игрок помогает трём фракциям игры, и миссии по захвату ключевых точек на карте кампании, которые расширяют зону влияния этих группировок. Чтобы продвигаться по миссиям основной кампании игрок должен зарабатывать очки хаоса, которая является своеобразной системой прогресса в игре. Они выполняются за выполнение двух необязательных видов заданий, а также за разрушение зданий инфраструктуры Панау. По мере роста очков хаоса, при захваченных контрольных пунктах зона влияния группировок растёт, а с ней растёт и недовольство населения правительством, в результате чего диктатура начинает рушиться. Помимо данных миссий в игре представлены гоночные миссии на различных видах транспорта, которые дают возможность заработать деньги и очки хаоса.
Пока игроки не находятся на задании, они могут без ограничений изучать открытый мир игры. В самой игре Панау описывается группа островов площадью около 1000 квадратных километров. Действие игры происходит в различных ландшафтах, от гор и джунглей до пустынь, а также на территории более чем 300 населённых пунктов. В поселениях расположена государственная собственность, уничтожая которую игроки накапливают очки хаоса, а также скрытые предметы — тайники с деньгами, детали оружия, транспорта и брони. Когда игрок создаёт хаос или входят в закрытые зоны, они создают напряжение в рядах армии Панау, солдаты которой пытаются остановить игрока. Напряжение спадает, когда он выходит из зоны обнаружения вражеских войск. В игре также есть мини-карта, к которой игрок обращается через карманный персональный компьютер (КПК) Рико. На ней отмечены интересные места, включая расположение миссий, поселений, военных баз и КПП, а также шкала хаоса и прогресс игрока в прохождении игры. На мини-карте могут быть установлены дополнительные точки, к которым будет проложен маршрут.
Для борьбы с врагами игрок использует большой арсенал огнестрельного оружия от двуручных пистолетов до переносных ракетных установок. Для передвижения по игровому миру в распоряжении игрока предоставлено большое разнообразие морского, наземного и воздушного транспорта. Рик может не только передвигаться внутри транспортных средств, но и забираться на них, или прятаться на бамперах вражеских автомобилей в ходе движения для защиты от пуль. Для угона вражеского автомобиля необходимо выполнить серию Quick Time Event, нажимая на соответствующие кнопки на геймпаде или клавиатуре. Изначально игрок должен находить оружие и транспортные средства на поле боя. Но после выполнения первой миссии ему дают связь с поставщиком на чёрном рынке, у которого их можно купить за заработанную валюту. К местоположению игрока его доставит вертолёт. По мере накопления очков хаоса открываются не только задания, но и новые предметы на чёрном рынке. Помимо этого поставщик может доставить персонажа на территорию любого ранее открытого поселения. Всё оружие и все транспортные средства с чёрного рынка можно улучшать с помощью компонентов, находимых в открытом мире. На карте можно собрать более 2000 деталей. Для доступа к рынку игроки бросают на землю сигнальный маячок.
В игре Рико Родригесу доступен крюк-кошка, позволяющий игроку захватывать и стягивать предметы вместе. Во время погони на высокоскоростном транспортном средстве игрок может использовать его для того, чтобы прикрепить машину преследования к земле, заставляя её остановится и, достаточно часто, перевернуться на крышу. Крюк-кошка также позволяет связать двух противников вместе. Он позволяет игроку притягиваться к различным объектам, а также удерживаться на вертикальных стенах, цепляться к вертолётам и машинам и притягивать врагов. Помимо этого игроку доступен парашют, который всегда готов к раскрытию, даже если уже был развёрнут несколькими секундами ранее. Его можно комбинировать с крюком для быстрого передвижения по карте кампании.

## Сюжет
После выполненной работы по наведению демократического порядка оперативник Рико Родригес решил отдохнуть от дел. Однако долгого отпуска у него не получилось. Вместе с напарницей Марией Кейн его посылают в островную республику Панау, расположенную где-то в Юго-Восточной Азии. Управляет страной диктатор Малыш Панай, — тиран и убийца с манией величия, установивший по всей стране собственные памятники и терроризирующий население. Ему необходимо свергнуть диктатуру, а также обнаружить своего бывшего товарища по команде Шелдона, который якобы предал Агентство.
В небе над республикой группа попадает под обстрел. В результате пулемётчика Маршала убивают и тот падает с вертолёта, а находящиеся в его руках карты памяти — разлетаются по военной базе. Рико прыгает из вертолёта за пулемётчиком, чтобы забрать свой КПК, в который погибший должен был скинуть данные карт памяти. Захватив КПК, он приземляется и собирает карты памяти. Когда Рико находит все карты, Мария рассказывает о неком Карле Блейне, но когда они прибывают к его убежищу, там оказывается лишь девушка Карла — Джейд Тан. Она подвозит Рико к казино, где находится Блейн, однако оно оказывается заминировано. Правительство штурмует здание, чтобы «выкурить» Карла. Джейд уезжает, а Рико сам разбирается с войсками и спасает Карла. Вместе они отправляются в путь, но натыкаются на войска Паная, однако скрываются от них на машине Карла.
С помощью разведывательного актива Карла Блейна и торговца оружием, известного как «Ленивый Демон», Рико вступает в союз с тремя доминирующими преступными группировками и фракциями острова: Тараканами (организованный преступный синдикат), Жнецами (мятежное социалистическое ополчение) и Парнями Улара (ультранационалистическая повстанческая группа, которая поддерживает традиционализм и выступает против иностранного влияния). Позже, после знакомств с группировками, Кейн говорит, что в Панау есть некий Белый Тигр, и он знает про Шелдона и где он прячется, но сначала нужно освободить его помощника — заядлого игрока, которого зовут Кен Панг. Всё это время Рико инструктирует Ленивый Демон. Когда Рико спасает Панга, они уезжают на мотоциклах к убежищу Белого Тигра. Когда они почти прибыли, они оказались в убежище военных Правительства и узнали, что у местного полковника есть некая карта памяти, на которой обозначено местоположение Белого Тигра. Когда Рико «завоёвывает» карту, он подключает её и видит местоположение Белого Тигра. Когда агент прибывает туда, его тут же усыпляют дротиком. Через некоторое время он приходит в себя, и видит Тома Шелдона. Как оказывается, Белый Тигр и Ленивый Демон — это всё один и тот же человек — Том Шелдон. Выясняется, что Шелдон вовсе не предавал своё Агентство, а помогал повстанцам сражаться против правительства. Шелдон приказывает Рико продолжать наводить хаос на Панау.
Практически сразу становится известно о захвате Джейд Тан правительственными силами. Рико спасает её с базы, уходя в том числе от атомной подводной лодки. Позже Джейд рассказывает, что группировки поддерживают Китай, Россия и Япония, которые также ходят свергнуть Малыша и захватить остров под свой контроль и передаёт фотографии агентов этих стран. Рико ликвидирует противников, которые расположились в отеле с символичным названием «Три Короля».
Из-за действий Рико на острове поднимается хаос. Малыш Панай уходит на свою укреплённую базу, которую Рико штурмует при поддержке одной из фракций. Панай убивает Карла Блейна, после чего предположительно погибает сам, перед этим рассказав, что США как и три ранее перечисленные страны прибыли на Панау для захвата залежей нефти, предположительно, крупнейших в мире. После предполагаемой смерти диктатора Япония, Россия и Китай направляют на архипелаг боевой флот. Из под воды всплывает подводная лодка, на которой обнаруживается ещё живой, но тяжело раненый Малыш. В ходе боя с Рико он запускает ракету с ядерной боеголовкой, направленную на США, однако Рико на лету добирается до пульта управления и перенаправляет ракету на нефтяные залежи, взрывая их вместе с самим Панаем. Он объясняет это тем, что за «игра не стоит свеч» и без нефти мировые державы потеряют интерес. Шелдон соглашается с этим и заявляет, что правителем острова станет дружественный США демократический лидер.

## Выпуск
Игра разработана на совершенно новом движке Avalanche Engine 2.0 с использованием технологии NVIDIA CUDA и работает только на ПК с DX10-видеокартой, и с установленной DirectX 10 или более поздней версией, соответственно на Windows XP Just Cause 2 не запускается. За физику в игре отвечает Havok Physics.

## Многопользовательский режим
Just Cause 2 изначально была рассчитана на одного игрока, и многопользовательский режим в ней не был запланирован. Такой режим был добавлен в игру пользовательской модификацией под названием Just Cause 2 Multiplayer Mod (JC2-MP), разработанной группой из шести энтузиастов. Ключевые члены этой команды до этого занимались созданием и поддержкой многопользовательских модификаций для Grand Theft Auto: Vice City и Grand Theft Auto: San Andreas, также игр с открытым миром; они заинтересовались демоверсией Just Cause 2 в марте 2010 года, самостоятельно пришли к идее многопользовательского режима для этой игры и со временем привлекли к разработке других членов сообщества. Первоначально многопользовательский режим поддерживал от 4 до 8 игроков, но со временем был усовершенствован так, чтобы в общем мире могли присутствовать тысячи игроков. Модификация была выпущена через Steam 16 декабря 2013 года; для её запуска необходимо владеть самой игрой Just Cause 2.
В многопользовательском режиме в мире игры отсутствуют неигровые персонажи и задания — игроки предоставлены сами себе и могут, например, пытаться убить персонажей других игроков или состязаться в гонках на разных транспортных средствах. Популярность модификации привела к появлению сотен многопользовательских серверов, предлагавших игрокам различные возможности и развлечения. Сервер Freeroam Construction Sandbox предлагал игрокам дополнительно модифицированную версию игры, позволяя им менять игровой мир и не только разрушать, но и создавать свои собственные сооружения. В 2015 году в многопользовательский режим были добавлены достижения и возможность добавлять неигровых персонажей.
Avalanche Studios не стала препятствовать выпуску модификации, но, наоборот, одобрила её. Руководитель компании студии Кристофер Сундберг в интервью Eurogamer сообщил, что разработчики сами на ранних этапах создания игры пытались создать для неё многопользовательский режим, но отказались от этой идеи как слишком затратной. Когда такой режим всё-таки был создан сторонними энтузиастами, сотрудники Avalanche Studios «не могли поверить своим глазам», сочли появление модификации высшим знаком качества для своей собственной работы над игрой и связались с разработчиками модификации, «благословив» их на дальнейший труд; позже студия приняла на работу одного из создателей модификации — программиста Кэмерона Фута, работавшего под псевдонимом Trix.

## Отзывы и критика
| Сводный рейтинг       | Сводный рейтинг                        |
| Агрегатор             | Оценка                                 |
| --------------------- | -------------------------------------- |
| GameRankings          | ПК: 85,65 % PS3: 83,55 % X360: 82,63 % |
| Metacritic            | (PC) 84/100 (PS3) 83/100 (X360) 81/100 |
| Иноязычные издания    |                                        |
| Издание               | Оценка                                 |
| 1UP.com               | A                                      |
| Eurogamer             | 8/10                                   |
| Game Informer         | 9/10                                   |
| GameSpot              | 8/10                                   |
| GamesRadar+           | 4/5                                    |
| IGN                   | 8,8/10                                 |
| Русскоязычные издания |                                        |
| Издание               | Оценка                                 |
| Absolute Games        | 70 %                                   |
| «Игромания»           | 7,5/10                                 |
| «Страна игр»          | 9,0/10                                 |

Игра получила преимущественно положительные отзывы.
Летом 2018 года, благодаря уязвимости в защите Steam Web API, стало известно, что точное количество пользователей сервиса Steam, которые играли в игру хотя бы один раз, составляет 4 161 156 человек, а в многопользовательском режиме — 2 625 503 человека.